# Kölviken
Kölviken är ett naturreservat i Bengtsfors kommun i Dalsland.
I Torrskogs socken, i norra delen av Bengtsfors kommun ligger detta naturreservat som består av gammal barrblandskog. Reservatet rymmer en rik lavflora. Inslaget av asp och död ved är stort. I området häckar tretåig hackspett.
Reservatet bildades 2004, omfattar 283 hektar och förvaltas av Västkuststiftelsen.
Området ingår i EU:s ekologiska nätverk av skyddade områden, Natura 2000.

### Fotnoter
1. 1 2 3 4 5 6  Skyddade områden, naturreservat, 18 december 2015, läs onlineläs online, läst: 20 januari 2017.[källa från Wikidata]
2. ↑  Skyddade områden, naturreservat, 25 februari 2020, läs onlineläs online, läst: 25 februari 2020.[källa från Wikidata]